# Without Benefit of Clergy
Without Benefit of Clergy è un film muto del 1921 diretto da James Young. La storia e la sceneggiatura del film sono firmate da Rudyard Kipling che si cimenta anche come scenografo.

## Trama
John Holden, un ingegnere inglese che lavora in India, salva un giorno Ameera, una bella ragazza, da un corteggiatore importuno. Affascinato dalla fanciulla, Holden offre una dote generosa per poterla sposare. Il matrimonio si rivelerà un'unione felice, rallegrata anche dalla nascita di un bambino. Ma la felicità sarà di breve durata: il piccolo muore e John, per lavoro, è costretto a lasciare la moglie a Lahore. Quando ritornerà, troverà Ameera in fin di vita, vittima di un'epidemia di colera.

## Produzione
Il film fu prodotto dalla Robert Brunton Productions

## Distribuzione
Il copyright del film, richiesto dalla Robert Brunton Productions, fu registrato il 2 giugno 1921 con il numero LU16677.
Distribuito dalla Pathé Exchange, il film uscì nelle sale cinematografiche statunitensi il 19 giugno 1921.
Copia completa della pellicola si trova conservata negli archivi della UCLA Film And Television Archive di Los Angeles e negli Archives Du Film Du CNC di Bois d'Arcy.